# Iodeto de alumínio
Iodeto de alumínio é o composto de fórmula química AlI3.